# Duy Phiên
Duy Phiên là một xã thuộc huyện Tam Dương, tỉnh Vĩnh Phúc, Việt Nam.

## Địa lý
Xã Duy Phiên có diện tích 8 km², dân số năm 2012 là 10.829 người, mật độ dân số đạt 1.354 người/km².

## Hành chính
Xã Duy Phiên được chia thành 8 thôn.
Thôn Thượng, Thôn Hạ, Thôn Cuối, Thôn Diên Lâm, Thôn Chùa, Thôn Giữa, Thôn Mai Nham, Thôn Đông.